# Luigi Cimnaghi
Luigi Cimnaghi (Meda, 10 de agosto de 1940-23 de marzo de 2024)fue un gimnasta y dirigente deportivo italiano.

## Carrera

### Deportista
A nivel de Juegos Olímpicos participó en dos ediciones: la primera de ellas fue en Tokio 1964 donde participó en la modalidad por equipos finalizando en cuarto lugar a menos de cinco puntos de la medalla de bronce. En la prueba de piso terminó en el puesto 41 entre 130 participantes, en el combinado individual terminó en el puesto 21 entre 130 participantes, en la barra horizontal terminó en el puesto 21, en las barras paralelas terminó en el puesto 14,. en la prueba de potro terminó en el puesto 17, en los aros terminó en el puesto 35, y en el evento de salto terminó en el puesto 54.
Su segunda aparición fue en México 1968 donde en la prueba por equipos finalizó en el puesto 12 entre 16 países, en el combinado individual finalizó en el puesto 33 entre 117 participantes,  en el evento de piso terminó en el puesto 28, en las barra horizontal terminó en el lugar 29, en las barras paralelas en el puesto 51, en el potro finalizó en el puesto 42, en los anillos terminó en el lugar 43, y en la prueba de salto terminó en el lugar 60.
A nivel de Juegos Mediterráneos ganó la medalla de oro en la prueba por equipos en 1936 y 1967, y en la edición de 1967 ganó dos medallas de plata y dos de bronce.

### Dirigente
Luego de retirarse como deportista pasó a ser dirigente deportivo, formó parte de la Unión Europea de Gimnasia de 1984 a 1989 y estuvo a cargo de las competiciones juveniles. En 1988 fue el jefe de misión de la delegación italiana que participó en los Juegos Paralímpicos Invernales en Nagano, y de 1999 a 2004 administró el Estadio Olímpico de Roma, además de formar parte de los comités organizacionales de campeonato europeo de gimnasia en 1981, los Juegos Ecuestres Mundiales de 1998, los Juegos Olímpicos de Torino 2006 y los Juegos Mediterráneos de 2009.